# Álvaro Ramos Chaves
Álvaro Roberto Ramos Chaves (Catedral, San José, 6 de diciembre de 1983) es un informático, economista y profesor costarricense.
Ramos ha fungido como viceministro de Hacienda, superintendente de pensiones, experto técnico de la Organización Internacional del Trabajo (OIT) y presidente ejecutivo de la Caja Costarricense de Seguro Social (CCSS) durante la presidencia de Rodrigo Chaves Robles.

## Biografía
Nació en el distrito metropolitano de Catedral, en el cantón central de San José, el 6 de diciembre de 1983, hijo del reconocido político Álvaro Ramos Rechnitz y de la funcionaria de carrera de la Contraloría General de la República, Berta Chaves Abarca.
Ramos nació con hipoacusia severa en el oído derecho y profunda en el oído izquierdo, posiblemente de origen congénito, por lo que se le considera una persona con discapacidad auditiva. Utiliza audífonos y se comunica a través del reconocimiento de patrones y de la inteligencia analítica.
Aprendió a leer a los tres años y medio de edad y pasó cinco años en el Centro Nacional de Educación Especial Fernando Centeno Güell con terapia del lenguaje. Cursó la educación preescolar y primer grado de la educación escolar en la Escuela Laboratorio de la Universidad de Costa Rica, para luego cursar el resto de primaria y toda la secundaria en Los Angeles School.
Cursó las materias generales universitarias, administración, finanzas, estadística y estrategia empresarial en la Universidad Estatal a Distancia (UNED), donde se tituló de la carrera de Informática Administrativa.
En el 2001 obtuvo la nota perfecta de 800 en el examen de admisión de la Universidad de Costa Rica e ingresó a estudiar Economía. También obtuvo la nota perfecta en el Graduate Record Examinations lo que le permitió ingresar a la Universidad de California en Berkeley donde obtuvo un doctorado en Economía.

## Función pública
Ramos fue nombrado director general del Ministerio de Hacienda en 2011 durante la presidencia de Laura Chinchilla Miranda. Un año después fue designado viceministro de Ingresos en sustitución de Rowland Espinosa, quien había dejado el cargo para asumir el viceministerio de Telecomunicaciones.
Concluido el gobierno de Chinchilla pasó a fungir como profesional en investigación del Banco Central de Costa Rica (BCCR) hasta junio de 2015, cuando el Consejo Nacional de Supervisión del Sistema Financiero (Conassif) lo nombró superintendente de la Superintendencia de Pensiones (SUPEN), la institución encargada de supervisar el sistema costarricense de pensiones.
‌Durante su paso por la SUPEN colaboró con la promulgación de una ley en la Asamblea Legislativa para recortar pensiones del Poder Judicial sin considerar aspectos sociales; y supervisó el paso de los fondos de capitalización individual del Banco Crédito Agrícola de Cartago al Banco de Costa Rica, luego de que se aprobara el cierre por fusión y absorción. Asimismo, durante su gestión la SUPEN ordenó a las operadoras de pensiones remitir informes mensuales de desempeño de los fondos de pensiones a los contribuyentes, y colaboró técnicamente con el Congreso para la promulgación de una ley que permitió a los trabajadores afectados por la pandemia de COVID-19 el retiro del Fondo de Capitalización Laboral.
Aunque su nombramiento como jerarca de la SUPEN vencía en junio de 2020, Ramos presentó su renuncia en abril de ese año dado que asumiría el cargo de director académico en la Universidad LEAD, puesto que desempeñó hasta noviembre de ese año pues luego fue nombrado perito en financiamiento de la protección social en la Organización Internacional del Trabajo (OIT) en Ginebra, Suiza.
Ramos regresó a Costa Rica en mayo del 2022 ya que el presidente electo, Rodrigo Chaves Robles, lo nombró en la presidencia de la Junta Directiva de la Caja Costarricense de Seguro Social (CCSS) esto a pesar de no contar con experiencia. 

## Presidente de la CCSS

### Hackeo a la CCSS
El 31 de mayo a las dos de la mañana (UTC-6:00), la Caja Costarricense de Seguro Social (CCSS) detectó flujos de información anómalos en sus sistemas y empezó a recibir reportes de distintos hospitales de comportamiento anómalo en diversos equipos, por lo que de inmediato procedió a apagar todos sus sistemas críticos, incluido el Expediente Digital Único en Salud (EDUS) y el Sistema Centralizado de Recaudación (SICERE). Algunas impresoras de la institución imprimieron mensajes con códigos o caracteres aleatorios, mientras que otras imprimieron instrucciones predeterminadas de Hive Ransomware Group de cómo recuperar el acceso a los sistemas.
En una conferencia de prensa antes del mediodía las autoridades de la CCSS calificaron el ataque como "excepcionalmente violento" y detallaron que los primeros incidentes se registraron en el Hospital San Vicente de Paul, en la provincia de Heredia; luego en el Hospital de Liberia, provincia de Guanacaste, y de ahí migró a los hospitales de la Gran Área Metropolitana.
El presidente de la CCSS, Álvaro Ramos Chaves, afirmó que las bases de datos con información sensible no fueron vulneradas, pero que al menos una treintena de servidores (de los más de 1500 que tiene la institución) fueron contaminados con el ransomware. Agregó que tenían la solución informática para levantar los sistemas, pero que tomaría tiempo, pues debía revisarse cada uno de los equipos para garantizar que al conectarlos y acceder a la información allí contenida, los hackers no pudieran hacerlo también.
Los EBAIS, áreas de salud y hospitales se quedaron sin acceso al Expediente Digital Único en Salud (EDUS), al Expediente Digital en Ambiente de Contingencia (EDAC), al módulo de control de ocupación hospitalaria y egresos de pacientes (ARCA), al sistema de Validación de Derechos, Facturación y otros. Las sucursales financieras se quedaron sin acceso al Sistema Centralizado de Recaudación (SICERE), al Registro Control y Pago de Incapacidades (RCPI), al Sistema Integrado de Comprobantes (SICO), a los sistemas de inspección y plataformas web asociados a la gestión de patronos. Las oficinas y áreas administrativas se quedaron sin poder utilizar las computadoras y los teletrabajadores solo podían acceder a Office 365 (Word, Excel, PowerPoint, Outlook, Teams).
El 1 de junio durante una conferencia de prensa en la Casa Presidencial, el presidente ejecutivo de la CCSS, Álvaro Ramos Chaves anunció la apertura de una investigación administrativa en contra del Departamento de Tecnologías de Información de la institución por el hackeo, para determinar si hubo negligencia. El presidente de la República, Rodrigo Chaves Robles, afirmó que debían sentarse responsabilidades porque menos de 15 computadoras de la CCSS tenían instalado el sistema microCLAUDIA donado por el Reino de España luego del primer grupo de ataques cibernéticos por parte de Conti Group.
Asimismo, Ramos Chaves reveló que las afectaciones por el ataque eran 27 veces mayores a lo reportado el primer día, pues había 800 servidores infectados y más de 9000 terminales de usuario final afectadas, por lo que los sistemas no podrían ser recuperados en la primera semana como se tenía previsto.
La Caja logró reactivar el acceso al EDUS hasta el mes de agosto

### Destitución
El 10 de agosto de 2022, Rodrigo Chaves Robles decretó el fin de la situación de emergencia nacional por la pandemia de COVID-19. Ello desactivó la causa por la que el aumento salarial al sector público adoptado en 2020 había sido suspendido, ya que se usarían los recursos para redirigirlos a la atención de la emergencia sanitaria. El 8 de septiembre la Junta Directiva de la CCSS acordó reconocer el aumento salarial suspendido, lo que generó reacciones negativas del ministro de Hacienda, Nogui Acosta Jaen y del presidente de la República, quien el 15 de septiembre amenazó a los directivos con la destitución si no daban marcha atrás con la decisión, por considerar que violaba la regla fiscal contenida en la Ley de Fortalecimiento de las Finanzas Públicas.
La Junta de la CCSS y su presidente se negaron a echar marcha atrás con el acuerdo de reconocer el aumento salarial, lo que ocasionó que el Consejo de Gobierno en una reunión el 17 de septiembre acordara la destitución de Ramos Chaves, y su sustitución con Marta Esquivel Rodríguez, hasta entonces ministra de Trabajo y Seguridad Social.
La destitución de Ramos fue criticada y lamentada por figuras políticas de oposición y del sector trabajador.
El 23 de septiembre Ramos publicó un vídeo de despedida como presidente de la CCSS en el que afirmó que los trabajadores de la Caja, los empresarios y los trabajadores independientes que continuaron pagando sus obligaciones con la Seguridad Social durante la pandemia eran "héroes" y recordó que habían empezado a implementar reformas en la institución, como la reducción de la Base Mínima Contributiva para abaratar los costos para los empresarios y trabajadores independientes. Asimismo, Ramos refutó las declaraciones del presidente Chaves de que la Caja estaba en bancarrota.
En las semanas y meses posteriores a su destitución, Ramos afirmó haberse sentido "utilizado" cuando en una conferencia de prensa el presidente de la República puso en duda la capacidad del diario La Nación de pagar los bonos de deuda que había emitido y que fueron adquiridos con recursos de los fondos de pensiones de la CCSS, luego de que la institución hiciera una consulta a la Superintendencia General de Valores (SUGEVAL) sobre un fideicomiso del Grupo Nación.
Ramos afirmó que fue destituido por no sumarse a los discursos del presidente en contra del medio de comunicación y acusó a Chaves de no tener una propuesta que atienda los problemas de la institución, de promover acciones antisistema y de querer ampliar la cuota de poder del Ejecutivo en la CCSS.
Dadas las contradicciones entra Ramos, su sucesora y el presidente de la República sobre el estado financiero de la CCSS, la Asamblea Legislativa citó a Ramos y Esquivel a una audiencia ante la Comisión de Control del Ingreso y el Gasto Público, en la que el exfuncionario insistió en que la Caja no estaba quebrada, y que él no hubiese tomado la decisión adoptada por su sucesora de suspender el portafolio de proyectos en infraestructura de salud.